# Salsola webbii
Salsola webbii är en amarantväxtart som beskrevs av Horace Bénédict Alfred Moquin-Tandon. Salsola webbii ingår i släktet sodaörter, och familjen amarantväxter. Inga underarter finns listade i Catalogue of Life.